# Lutter am Barenberge
Lutter am Barenberge là một thị xã ở huyện Goslar trong bang Niedersachsen, Đức. Đô thị này có diện tích 33,29 km². Đô thị này có cự ly khoảng 13 km (8 mi) về phía tây bắc của Goslar.
Các khu vực dân cư:
- Lutter am Barenberge
- Nauen
- Ostlutter